# Вердиева, Садагат Мирза кызы
Садагат Мирза кызы Вердиева (в Указе Президента Азербайджана — Меджид кызы, азерб. Sədaqət Mirzə qızı Verdiyeva; род. 14 марта 1928, Физули, Самухский район) — советский азербайджанский хлопковод, Герой Социалистического Труда (1948).

## Биография
Родилась 14 марта 1928 года в селе Физули Ганджинского уезда Азербайджанской ССР (ныне — Самухский район).
- С 1942 года — колхозница.

- С 1944 года — звеньевая колхоза «Красный Октябрь» (Ханларский район).

- В 1947 году добилась рекордного урожая хлопка — 86,52 центнера с гектара на площади 5,9 гектара. Ежедневно собирала 130—150 кг хлопка.

10 марта 1948 года Указом Президиума Верховного Совета СССР за высокие показатели в сельском хозяйстве удостоена звания Героя Социалистического Труда с вручением ордена Ленина и золотой медали «Серп и Молот».
В дальнейшем получила статус пенсионера союзного значения, а с 2002 года — президентского пенсионера.